# Vila (geslacht)
 Vila is een geslacht van vlinders uit de familie Nymphalidae.

## Soorten
- Vila azeca
- Vila cacica
- Vila caecilia
- Vila emilia
- Vila eueidiformis
- Vila larmenae
- Vila mariana
- Vila metharmeoides
- Vila radiata
- Vila semistalachtis
- Vila sinefascia
- Vila stalachtoides